# 4287 Třísov
A 4287 Třísov (ideiglenes jelöléssel 1989 RU2) a Naprendszer kisbolygóövében található aszteroida. Antonín Mrkos fedezte fel 1989. szeptember 7-én.